# Larry Zerner
Lawrence Jeremiah Zerner (Los Ángeles, 8 de septiembre de 1963) es un abogado y actor estadounidense reconocido por su papel como Shelly en la película de terror de 1982 Friday the 13th Part III, personaje notable por ser el dueño original de la infame máscara de hockey que se convirtió en la marca registrada del asesino ficticio Jason Voorhees. Años más tarde repitió el papel en el videojuego de 2017 Friday the 13th: The Game.
Otros de sus papeles en cine incluyen la película de 1984 Hadley's Rebellion. Hizo una aparición especial en la serie de televisión Fame. Zerner nació en Los Ángeles, California. Fue descubierto por los productores de Friday the 13th en una esquina en Westwood, Los Ángeles, California, entregando pases para una proyección de la película de ciencia ficción Mad Max 2.
Tras abandonar la actuación en 1987, Zerner se convirtió en abogado de entretenimiento en Hollywood. En 2005, Larry representó a Jeff Bergquist en una demanda por infracción de derechos de autor contra Daniel Knauf y HBO en la serie de televisión Carnivàle. También en 2005, Zerner representó a George Lutz en una demanda contra los creadores de la nueva versión de The Amityville Horror.
Zerner volvió a actuar en 2013 en la película Knights of Badassdom y desde entonces ha aparecido en numerosas películas, incluido un videojuego. Ha interpretado a un personaje con el nombre "Shelly" en diferentes producciones.

## Filmografía
| Año  | Título                    | Rol                          | Notas                                          |
| ---- | ------------------------- | ---------------------------- | ---------------------------------------------- |
| 1982 | Friday the 13th Part III  | Sheldon "Shelly" Finkelstein |                                                |
| 1982 | Fame                      |                              | Episodio: "And the Winner Is...."              |
| 1986 | New Love, American Style  |                              | Episodio: "Love-a-Gram/Love and the Apartment" |
| 1987 | Hadley's Rebellion        |                              |                                                |
| 2013 | Knights of Badassdom      | Shelly                       |                                                |
| 2014 | Found                     | Científico                   | Corto                                          |
| 2016 | The Horror Geeks          | Shelly                       | Telefilme                                      |
| 2016 | The Epidemic              | Tim                          |                                                |
| 2017 | Death House               | Shelly                       |                                                |
| 2017 | Friday the 13th: The Game | Sheldon "Shelly" Finkelstein | Voz y apariencia                               |